# Ian Schelfaut
Ian Schelfaut (Gent, 12 december 1999), is een Belgisch acteur, zanger, radio-presentator en -dj.

## Biografie
Ian Schelfaut startte zijn carrière in 2014, als Kleine Albert in de musical '14-'18 (2014 versie) van Studio 100. Hierna volgden de musicals Kadanza en MUERTO!.
In 2022 vervoegde hij de cast van Josephine B. (Judas TheaterProducties) en voor Deep Bridge was hij in 2023 en 2024 te zien in het ensemble van de musical Rapunzel. Momenteel is hij te zien in het ensemble van de Studio 100 musical 14-18.
Naast zijn acteer- en presentatiewerk verleent Ian zijn stem aan verschillende personages voor Nickelodeon, Disney en Ketnet. Zo kan je hem onder andere herkennen als Deuce in Monster High (film en serie), Kai in Deer Squad en andere.
Van oktober - december 2024 was hij te zien als Rutger in Familie.
In februari 2024 startte Ian als radiopresentator bij Qmusic. 

## Musicals/Shows
| Jaar        | Titel        | Rol                            | Producent                                |
| ----------- | ------------ | ------------------------------ | ---------------------------------------- |
| 2014        | '14-'18      | Jonge Albert De Smet           | Studio 100                               |
| 2015        | Kadanza      | Ensemble                       | Studio 100                               |
| 2016        | Muerto!      | Ensemble: Faustino             | Judas TheaterProducties en Uitgezonderd! |
| 2022        | Elisabeth    | Ensemble (Prins Schwarzenberg) | Bruxellons!                              |
| 2022        | Josephine B. | Ensemble                       | Judas TheaterProducties                  |
| 2023, 2024  | Rapunzel     | Ensemble                       | Deep Bridge                              |
| 2024 - 2025 | '14-'18      | Ensemble                       | Studio 100                               |

## Radio
Sinds februari 2024 presenteert Ian bij Qmusic. Hier presenteerde hij tot juni 2024 de nacht op donderdag en vrijdag van 00-02u. Momenteel neemt hij de vervangingen in het weekend voor zijn rekening met voornamelijk de weekendochtendshow.

## Televisie
| Jaar | Productie                | Rol                  | Zender |
| ---- | ------------------------ | -------------------- | ------ |
| 2015 | Junior Musical - Kadanza | Zichzelf - Deelnemer | Ketnet |
| 2024 | Familie                  | Rutger               | VTM    |

## Stemmenwerk
| Jaar        | Film/tv-serie                  | Rol                   |
| ----------- | ------------------------------ | --------------------- |
| 2021        | Goldies Oldies                 | Danny                 |
| 2021        | Side Hustle                    | Ty                    |
| 2021        | Spyders                        | Liam                  |
| 2021        | Middenkost Post                | Ryan                  |
| 2021 - 2023 | Deer Squad                     | Kai                   |
| 2021 - nu   | Baby Shark's Big Show!         | Wallace, Shadow, e.a. |
| 2023 - nu   | Monster High (TV series)       | Deuce                 |
| 2023        | Monster High: The Movie        | Deuce                 |
| 2024        | Monster High 2                 | Deuce                 |
| 2024        | De WieWats                     | Raoul                 |
| 2025        | Zombies 4: Dawn Of The Vampire | Victor                |